# Liste der Arbeitslager in Shanghai
Umerziehung durch Arbeit ist ein System von Arbeitslagern in der Volksrepublik China.
Diese Liste führt solche Arbeitslager in der Regierungsunmittelbaren Stadt Shanghai auf.
| Bezeichnung                                             | Unternehmensbezeichnung | Stadt/Kreis               | Dorf/Stadt/Distrikt | Gründungsjahr | Bemerkungen                              |
| ------------------------------------------------------- | ----------------------- | ------------------------- | ------------------- | ------------- | ---------------------------------------- |
| Jugend-Umerziehung durch Arbeit                         |                         | Qingpu                    |                     | 1997          |                                          |
| Umerziehung durch Arbeit Nr. 1 Shanghai                 | Farm Shanghai           | Dafeng (Provinz Jiangsu)  | Sichahe             |               | Wurde 1981 eine Umerziehung durch Arbeit |
| Umerziehung durch Arbeit Nr. 2 Shanghai                 | Farm Shanghai Chuandong | Dongtai (Provinz Jiangsu) |                     |               |                                          |
| Umerziehung durch Arbeit Nr. 3 Shanghai                 | Farm Qingdong           | Qingpu                    | Tianshengzhuang     | 1959          | Auch Umerziehung durch Arbeit Qingpu     |
| Shanghaier Gemeinde-Umerziehung durch Arbeit der Frauen | Qingpu                  | Tianshengzhuang           |                     |               |                                          |
| Umerziehung durch Arbeit-Empfangsstelle Shanghai        |                         |                           |                     |               |                                          |

## Quelle
- Laogai Handbook (2007–2008). (PDF; 3,5 MB) The Laogai Research Foundation, 2008, abgerufen am 10. Januar 2011.